# Crimine di Cosenza
Il Crimine di Cosenza è una organizzazione criminale di 'ndrangheta, descritta per la prima volta dal collaboratore di giustizia Antonio Oliverio durante l'operazione Rinascita-Scott del 2019 ed operante nell'area della Provincia di Cosenza con funzioni coordinatrici dei locali della provincia. A sua volta dipende dal Crimine di Polsi.